# Ditmarsken
Lo HDMS Ditmarsken è stato un vascello da 64 cannoni in servizio tra il 1783 e il 1807 nella Reale Marina dei Regni di Danimarca e Norvegia

## Storia
Il vascello da 64 cannoni Ditmarsken, seconda unità della Classe Indfødsretten, progettato dall'ingegnere navale Henrik Gerner, fu costruito presso il cantiere navale Nyholm Dyd di Copenaghen, venendo impostata nel 1779, varata nel 1780 ed entrò in servizio attivo nella Kongelige danske marine nel 1783. 
Nel 1788, mentre la nave era in viaggio, 100 uomini caddero ammalati e nel 1798 ricevette il rivestimento della carena in rame. Tra il 1798 e il 1799 il Ditmarsken, al comando del kaptajn Just Bille, effettuò una missione di scorta a navi mercantili nazionali arrivando sino all'isola di Sant'Elena. 
Durante la seconda battaglia di Copenaghen del 7 settembre 1807, la nave armata con 60 cannoni era attraccata a Holmen.  Dopo la resa agli inglesi fu dichiarata inservibile e nell'ottobre del 1807 fu distrutta e bruciata a Holmen. I suoi resti furono definitivamente demoliti nel 1808-1809.

### Fonti
1. 1 2 3 4 5  Tree Decks.
2. ↑  Hansen 1980, p. 113.
3. ↑  Garde 1852, p. 52.